# Kastiljci
Kastiljci (šp. castellanos; arap. ესპანელები) su romanski narod nastanjen na gotovo čitavom području Pirenejskog poluotoka, u Španjolskoj.
Španjolci su nastali slično kao i Francuzi, romanizacijom domorodačkih, u ovom slučaju iberskih plemena.
Strogo etnički, 2005. godine broje preko 27 milijuna, od čega 24,3 milijuna u Španjolskoj, 702 000 u Francuskoj, 512 000 u Argentini, 355 000 u Meksiku, 270 000 u SAD, 227 000 u Brazilu, 120 000 u Paragvaju, i drugdje, ukupno u 54 države. Španjolska, prema procjeni UN-a, 2005. ima 43 milijuna stanovnika i 55 različitih etničkih zajednica, od kojih se neke domaće, njima srodne grupe, također politički klasificiraju u Španjolce, i koje se danas bore za očuvanje svoga etničkog i jezičnog identiteta. To su (UN-ovi podatci 2005.): 
- Aragonci, oko 2 milijuna, zapadni susjedi Katalonaca, nastanjeni u sjeveroistočnoj Španjolskoj u Aragoniji;
- Galjegi (Galjegosi, Galicijci), na ekstremnom sjeverozapadu Španjolske gdje ih ima oko 3,3 milijuna;
- Estremadurci, oko 1,1 milijun, na zapadu Španjolske, a uz granicu s Portugalom. Najpoznatiji pripadnici ovog naroda su Hernando Cortes,  Francisco Pizzaro, Vasco Núñez de Balboa, Hernando de Soto i drugi;
- Katalonci, uz Španjolce najsnažnija i najvitalnija etnička romanska zajednica na sjeveroistoku Španjolske, u  Kataloniji.

Od manjih grupa treba spomenuti:
- Asturce sa sjeverozapada Španjolske, u susjedstvu Galjega;
- Valencijce, oko 13 000, nastanjeni južno od Katalonaca. Oni su vjerojatno ligvistčki i etnički pretopljeni u Katalonce ili Španjolce.

Od drugih naroda treba još spomenuti Baske (2 milijuna u Španjolskoj); 
Gaskonjce (4000) u Španjolskoj; nadalje i romske zajednice Gitane (755 000) i Kalderaše (najviše 1000). Sve ove narode treba razlikovati od pravih Španjolaca ili Kastiljaca. Španjolci su dali porijeklo nizu novih nacija nastalih nakon otkrića Novog svijeta i raširili sa sobom španjolski jezik, kojime se danas služi preko 266 milijuna (1987.), a računa se da ga (1991.) poznaje oko 352 milijuna ljudi.

## Ime
Španjolsko ime, smatra Eric Partridge, ima korijen zacijelo u feničkoj (punskoj) riječi Hispalis, pre-rimskom nazivu za Sevillu, što je opet možda iz iberskog ili keltskog korijena hispa, ali značenje je nepoznato. Naziv Hispanija, rimsko je ime za zemlju koju su Grci nazivali Iberija, i koju će s vremenom pokoriti nakon Drugog punskog rata. Riječ se kasnije razvija i prilagođava drugim jezicima. Naziv Spain (Španjolska), skračeni je oblik od Hispanija. Romanizacijom Keltibera, ona će poslužiti da postane ime narodu koji će sebe prozvati Españoles (u engleskom Spaniards, prema Spain; i hrvatski Španjolci). Romanizacijom prastanovnika Iberije nastat će više srodnih etničkih zajednica među kojima Kastiljci (Castillans) ili Španjolci (u etničkom smislu). Ovi dobiše ime po regiji Kastilji (Castilla), nazvanoj po mnogobrojnim utvrdama (latinski Castella), podignutim u borbi protiv Maura. Njihovi grofovi u 10. stoljeću postižu samostalnost čime počinje i stvaranje jednog novog naroda, koji će do 1492. osvojiti i posljednje maursko uporište. Kastiljski kralj Ferdinand Prvi Veliki, Alfonso VI Hrabri i Ferdinand Treći Sveti tokom svojih vladavina udarit će temelje stvaranja nove nacije, a španjolsko ime poslužit će za asimilaciju ostalih naroda naseljenih na Iberskom poluotoku.

## Kratka povijest

### Rana povijest

#### Iberija
Narodi što su naseljavali područje iberskog poluotoka Grci prozvaše Iberima ili 'stanovnicima rijeke Ebro'. U današnju Španjolsku došli su negdje u trećem mileniju prije Krista. Njihovo porijeklo još je tajna, ali arheologija smatra da su došli s istočnih obala Mediterana (Sredozemlja). Iberi su bili sjedilačka tribalna populacija, čije su plemenske zajednice bile geografski izolirane, s vlastitim političkim identitetom. Najznačajniji bijahu Bastetani u području Almerije i planinskih regija Granade. Zapadno od njih bijahu Turdetani, osobito oko rijeke Guadalquivir, oni su bili pod velikim grčkim utjecajem. Grčke kolonije, rimski naseljenici i kasniji dolazak Kelta konačno će utjecati na stvaranja romanskih etničkih zajednica na Iberskom poluotoku. Treba spomenuti i Luzitance, što su živjeli na području Portugala i Estremadure.
U 9. i 7. stoljeću pr. Kr. u Španjolsku preko Pireneja, u dva glavna vala, prelaze Kelti. Većina ih se naseljava sjeverno od rijeka Duero i Ebro. Oni će se početi miješati s Iberima, pa od njih vuku porijeklo Keltiberi, ljudi koji će bez sumnje biti jezgro nastanka kasnijeg španjolskog (kastiljskog) naroda, kao i Luzitanci Estremadurci i Portugalci. -Keltiberi su ratari i stočari ali i metalski radnici, što je keltsko nasljeđe doneseno iz dunavskog područja preko Italije i južne Francuske. Keltski utjecaj dominira keltiberskom kulturom, ali oni nemaju veće političke organizacije od matrijarhalnih nezavisnih klanova. Arevaci, Belli, Titti i Lusones, glavne su plemenske skupine Keltibera. Keltiberi naseljavaju središnje krajeve Španjolske, veoma su ratoborni i Rimljani će imati mnogo muke dok ih ne pokore.
Na južnoj obali Španjolske Feničani, Grci i Kartažani natječu se s Iberima za kontrolu španjolske obale, a trgovci iz Tira utemeljuju Cádiz možda negdje 1100 pr. Kr., drži se najstarijim gradom zapadne Europe, i možda starijim od same Kartage u sjevernoj Africi. Iz Cádiza feničke brodice i pomorci odlaze u istraživačke pohode obale Afrike, sve do Senegala.
Grci s Roda pristaju uz španjolske obale u 8. stoljeću pr. Kr. Njihova kolonija Massilia (kasnije Marseille) uspostavlja trgovačke veze s Keltiberima kasnije Katalonije, a u 6. st. pr. Kr. osnivaju i sam polis Ampurias, prvi od nekoliko utemeljenih na mediteranskoj obali poluotoka. Nakon Prvog punskog rata 264. – 241. pr. Kr. Kartažani kompenziraju gubitak Sicilije gradnjom komercijalnog carstva u Španjolskoj. Hanibal poduzima epsko putovanje sa slonovima koje od Saguntuma u Španjolskoj vodi preko Pireneja i Alpa za vrijeme Drugog punskog rata (218. – 201. pr. Kr.). Ali i Rimljani poduzimaju invaziju protiv Kartažana i Ibera, ovo se pak oduljilo sve do 19. pr. Kr. a kompletno osvajanje završio je rimski car  August (27. pr. Kr.-14. n.e.). Ubrzo nakon pokoravanja prastanovnika poluotoka dolazi do romanizacije i nastanka Hispanije, ekvivalent je grčke Iberije.

### Romanizacija Ibera i Hispanija
Romanizacija Ibera, a i Keltibera, predaka Kastiljaca započet će uskoro nakon osvajanja. Iberija će postati Hispanija, ona neće biti jedna cjelina, sastojat će se od 3 zasebne provincije, odnosno devet od IV stoljeća. Za postanak Španjolaca  (onih pravih i etničkih), bila je bitna romanizacija onih Keltibera što su živjeli u planinama Kastilje. Leonard Curchin upoznat je s ovim problemom, i dokazuje proces 'kulturne fuzije', koja uzima glavnu ulogu u adopciji rimskih običaja, vjerovanja i tradicija. Od vremena 200. pr. Kr. pa do 250. n. e. Keltiberi Kastilje polako dobivaju rimski nazor na svijet. Kroz proces akulturacije, Curchin je ispitao sve sfere njihova života, oni će prihvatit njihove običaje, jezik, odjeću, i drugo, tako gradsku i seosku ekonomiju, funeralne, pa i rekreativne običaje. -Iberske plemenske vođe i urbana oligarhija imat će koristi, bit će im dopušteno da uđu u rimsku aristokratsku klasu i time u samu vladavinu Španjolskom i carstvom. Zemljoposjednički sustav počivat će na latifundiju, a kontrolirat će ga aristokracija. -Rimljani će poboljšati postojeće gradove, utemeljene su Zaragoza, Mérida i Valencia, kroz carstvo sprovest će razne ugodnosti. Španjolska ekonomija bit će pod tutorstvom Roma. Zajedno sa Sjevernom Afrikom, služit će kao žitnica za rimsko tržište, a njezine luke za izvoz zlata, vune, maslinovog ulja i vina.
Sprovest će se irigacijski projekti i povećat agrikulturna proizvodnja. Hispano-Rimljani - romanizirani Iberi (Keltiberi) i potomci Rimljana i rimskih vojnika i kolonista, svi će dobiti status rimskog građanina do kraja 1. stoljeća. Rimski car Trajan (98. – 117.) rodit će se u Španjolskoj (Italica), a također i Hadrijan (117. – 38.).
Kršćanstvo će se uvesti u 1. stoljeću i postati popularno po gradovima u 2. stoljeću.  i do konca 4. stoljeća postati službenim u Rimskom Carstvu. Javit će se neke heretičke sekte, ali španjolska crkva ostat će podložna rimskom papi. Godine 405. germanska plemena Vandali i Svevi ili Suebi (preci Švaba), preći će rijeku Rajnu i opustošiti Galiju. Na put su im na kraju stali  Vizigoti i otjerali ih u Španjolsku. Dio Sveva nastanit će se na sjeverozapadu poluotoka, dok će Vandali nastaniti kraj što će po njima biti prozvan Andaluzija (Andalucía).
Dolazak Germana na Iberski poluotok dešava se nekih 300 godina prije pojave Maura. Veliki dijelovi ovog dijela Zapadno-rimskog carstva ostat će van kontrole za vrijeme Honorija koji vlada od 395. do 423. To mu se valjda i ne sviđa pa opunomoćuje svoju sestru Gala Placidiju (Galla Placidia) i njezinog muža Ataulfa, vizigotskog kralja da obnove red u Španjolskoj, dajući im zauzvrat prava naseljavanja. Sveve treba pokoriti i Vandale prisiliti da napuste poluotok, a taj put vodi u sjevernu Afriku, a utemeljit će se 484. i Toledo. U Španjolskoj već ima 300,000 Germana. Vizigotski kraljevi vladat će kao patriciji u službi rimskog cara. Oni će činiti privilegiranu ratničku elitu, a mnogi će živjeti i kao stočari i ratari u dolini rijeke Tajo i središnjem platou. Hispano-Rimljani, tj. romanizirani Keltiberi i potomci mješanaca s Rimljanima i dalje čine civilnu administraciju, njihov jezik je latinski a takvo stanje je i u trgovini.  Crkva je u Španjolskoj najkohezivnija institucija i veza s Rimom, ali i glavni izvor trvenja između Hispano-Rimljana i heretičkih germanskih Vizigota.

### Al-Andalus
Vandali su na Poluotoku ostavili svoje ime, a trag im se izgubio. I na susjednom, ne tako dalekom afričkom tlu, dešavaju se promjene koje će utjecati na daljnja, veoma značajna događanja u Španjolskoj -Arapi. Već 708., smatra Yvonne Clark, će preplaviti cijelu sjevernu Afriku. Domaće hamitsko stanovništvo, berberska plemena, bit će arabizirana jezikom i vjerom, islamom. Tarik je lako svladao Roderikovu vojsku, koji je vjerojatno u njoj i poginuo. Španjolska ostaje bez svoga vođe. Obavivši posao on se vrati u Afriku, a njegovo ime posluži da se označi Jabal Tariq, poznata stijena, koju danas znamo kao Gibraltarska stijena ili Gibraltar. Nakon njegovog povratka u Maroko, sljedeće  712. godine muslimanski guverner iz sjeverne Afrike Musa ibn Nusair vodi svoje najbolje trupe na Poluotok, kroz tri godine sve će pokoriti, osim teških planinskih predjela sjevera, pa će upasti i u Francusku, gdje će tek kod Poitiersa 732. biti zaustavljen. Al Andalus, ime je islamskoj Španjolskoj, organizirana je pod civilnim i religioznim vodstvom kalifa iz Damaska. Guverneri Španjolske uglavnom su sofisticirani Sirijci, koji bijahu pod dubokim političkim utjecajem Bizanta. Već spomenuti islamizirani Berberi, što ih znamo kao Maure, i kojih je u Španjolskoj bilo oko 20%, nisu bili prijateljski raspoloženi prema ovim Sirijcima i čine aristokraciju u gradovima i latifundijima što su ih naslijedili od Rimljana i Vizigota. Većina vizigotskog plemstva prelazi na islam i dobivaju privilegirani položaj u novom društvu. Uza sve to hispano-rimljanske kršćanske zajednice održale su se u gradovima, pa ima i Židova nekih 5% u tadašnjoj populaciji. Kako im i dolikuje, Židovi su i ovdje tada igraju važnu ulogu u trgovini, a i u školstvu. Dinastiju Omejida u Damasku 756. zamjenjuje dinastija Abbasida,  koji kalifat prenose u Bagdad. Jedan od omejidskih prinčeva pobjegao je tada pod imenom Abd al Rahman (756. – 788.) u Španjolsku, i utemeljio politički nezavisni emirat Kalifat Córdoba. Njegova dinastija vladat će sljedećih 250 godina. Godine 929. Abd al Rahman III. (r. 912. – 961.), uzdigao je emirat do statusa kalifata, čime se prekidaju posljednje veze s Bagdadom, i stječu kompletan religiozni i politički suverenitet. Njegov unuk Hišam II., nasljeđuje tron 976. u dobi od 12 godina, a kraljevski vezir Ibn Abi Amir (أبو عامر محمد بن عبد الله بن أبي عامر الحاجب المنصور; poznatiji kao Al Mansur), postaje regent (981. – 1002.), ali taj postaje diktator. Mladi kalif nije ništa doli figure, stvarni vladar je Al Mansur sljedećih 25 godina. On propovijeda džihad (sveti rat), i neprijatelj je kršćanstva. U njegovo doba u Andaluziji javljaju se Mozarapi (=Arapima slični), s posebnim zajednicama i lokalnom autonomijom. U liturgiji služe se mozarapskim običajima, sličnim galskima, kultura im je rimsko-vizigotska i imat će veliki utjecaj na stvaranje moderne španjolske kulture. Glavna središta su im bila Toledo, Sevilla i Córdoba. Za razliku od njih, ruralna populacija Andaluzije je islamizirana. Mozarapski se još očuvao kao liturgijski jezik.

#### Kastilja i Aragon
Otpor muslimanskoj invaziji u 8. stoljeću bit će ograničen tek na malene grupe Vizigota što su se povukli u planinska područja Asturije, što su je prije naselili Suebi ili Svevi. Asturija je najmanje romanizirana i najamnje pokrštena regija Španjolske.
Kasnih desetih godina 8. stoljeća Asturac Pelayo ujedinjuje stanovništvo Asturije u obrani od muslimanske najezde. Javljaju se prvi križari koji će pružiti otpor islamu. Njegovi nasljednici postat će poznati kao kraljevi Leóna i oni šire kršćansku kontrolu južno od Asturije. Ekspanzijom oni podižu fortifikacije i tako se utvrđuju. Ovaj kraj prozvat će se Kraljevstvo Léon, a po utvrdama Kastilja će dobiti svoje ime. To je preteča Kastilje i kastiljskog naroda, a započeli su je Asturci i hrabri Pelayo. -U 10. stoljeću León je dopro do gornjeg toka rijeke Ebro, područje će postat poznato kao Kastilja (=zemlja kastela). Razvit će se novi dijalekt, nastati novi običaji. Godine 981. Kastilja postaje nezavisna zemlja, a 1004. i kraljevstvo. S vremena na vrijeme, ona će se po potrebi ujedinjavati s Leónom kroz kraljevske brakove. Ovo će uskoro dovesti do toga da se dvije države 1230. ujedine u jednu. Bit će to za vrijeme vladavine Ferdinanda III Kastiljskog (Fernando III el Santo, 1198. – 1252.) ili Svetog Ferdinanda III, kralja Leona i Kastilje.
I istočno od Kastilje nije povoljno za Arape. Polovicom 12. stoljeća Almoravidi će otjerati Almohade, također porijeklom iz Maroka. Aragonija se širi desnom obalom Ebra, a 1118. preuzeli su Maurima Zaragozu. Godine 1137. Aragonija i Katalonija se ujedinjuju ženidbom Ramona Berenguera IV i Petronille. Uskoro i Valencija 1238. ulazi u sastav ove federacije, i ona je oteta Maurima. Aragonski apetiti postaju sve veći, i vide interes u lukama Barcelone i Valencije gdje se trguje robljem, začinima, tekstilom.
Taife (sing. Taifa), nezavisni regionalni gradovi-države u 11. su stoljeću počeli padati pod vlast Kastiljaca, a što se počelo širiti iz Asturije pojavom križara. Kada je pao Toledo (1085.), Maurima je prekipjelo pa pozvaše u pomoć Almoravide, militantne Berbere iz Afrike što su kontrolirali područje Maghreba. Ovi su ovladali Al Andalusom (Andaluzijom), osim Zaragoze. Ni Almoravidi nisu dugo opstali, do sredine 12. stoljeća. Tada dolazi do pritiska druge religiozne grupe Almohada iz Maroka koje će dovesti do epske bitke ' Batalla de las Navas de Tolosa ', koja se zgodi 1212. Ferdinand je sve zauzeo, a Almohadima ostade samo Granada, ali tek kao dependencija Kastilje.
Dok su se Kastiljci razračunavali s Almoravidima i Almohadima, i Aragonci su radili na ostvarenju svojih želja. U 13. stoljeću Valencija je ušla u savez. Katalonci, istočni susjedi Aragonaca gledaju na daljnju ekspanziju i ekonomsku korist. Petar III kralj Aragonije od 1276. do 1285. bit će izabran i na sicilskom tronu, kada su tokom ustanka 1282. s otoka protjerani Anžuvinci, a kasnije će i Napulj postati dio federacije španjolske krune.
Kastilja se počinje baviti drugim problemima, trgovina. Već postoji liga, 'the Hanse' (Hanseatic League), slobodnih trgovačkih gradova u Njemačkoj i susjednim zemljama, koja se bori za svoje trgovačke interese. Kastiljski glavni izvoz je vuna. U 14. i 15. stoljeću Aragon i Kastilja politički su nestabilne. Godine 1369. Kuća Trastámara zadobila je kastiljski tron i stvara novu aristokraciju s velikim autoritetom, a dvorske 'ulizice' (=validos) često dominiraju nad, jer su slabi, kastiljskim kraljevima. Plemići se natječu u moći i kontroli nad governmentom. U ranom 15. stoljeću zemljom vlada feudalizam, u gradovima se pojavljuje urbani proletarijat.
Ljepši dani ipak čekaju Španjolsku. Bliži se 1469. godina, godina vjenčanja Ferdinanda i Izabele. Osamnaest godina prije u gradu Madrigal de las Altas Torras rodila se jedna žena koju će svijet upamtiti kao Izabelu Kastiljsku. Ona će doneti važne odluke koje će obilježiti još jedan život i odrediti daljnji tok povijesti. Kristofor Kolumbo rodio se iste godine kada i Izabela, kraljica koja će financirati povijesna putovanja i omogućiti otkriće Amerike. Španjolsku čekaju 'zlatne godine' i nova era.

## Novija povijest
Aragonac Ferdinand i Kastiljka Izabela vjenčaše se 1469. Ovim su se ujedinile dvije krune. Na jugu su se Mauri još zadržali taifu (grad-državu) Granada. Drugoga dana nove 1492. godine Izabelina i Ferdinandova vojska osvaja posljednje arapsko utočište na Poluotoku. Sedam godina kasnije (1499.) muslimanima s Poluotoka predloženo je, ili prelazak na kršćanstvo, ili deportacija… no do tada će Izabela učiniti jedan pametan potez, financirat će putovanje koje će Kolumba s tri karavele odvesti do Novog svijeta. Bilo je to 2. dana osmog mjeseca 1492. godine. Karavele su usidrene u luci Palo. Kolumbo naređuje mornarima da do 11 sati budu na brodovima. Prema optužbama Simon Wiesenthala u 'Jedru nade', po Izabelinom dekretu nijedan Židov ne smije biti na španjolskom tlu iza ponoći toga dana. Wiesenthal ide i dalje, stvarni financijer nije Izabela nego izvjesni Luis de Santangel, pokršteni Židov, kojemu je Kolumbo, zna se, upućivao i pisma.
Kolumbo je Đenovežanin i 4 će puta jedriti prema Americi, prvi puta od 1492. – 1493., u drugom putovanju od 1493. – 1496.; treće od 1498. – 1500. i posljednje 1502. – 1504.

### Otkrića
Bio Wiesenthal u pravu ili ne, Španjolska, a i cijeli svijet će imati ogromne koristi, neki izravno, neki neizravno. Otkrivene zemlje su bogate i pogodne za naseljavanje, jedina smetnja su 'divljaci' koji će se ili pokrstiti ili istrijebiti. U Europu će stići nove kulture: grah (Phaseolus vulgaris), kukuruz (Zea mays) /s irokeškim 'pop corn'-om i 'cornflakes'-om, kojega su Battle Creeku u Michiganu proizveli krajem 19. stoljeća/, suncokret koji sadrži sve esencijalne aminokiseline, rajčica, koju su Asteci nazivali 'tomatl', duhan, krumpir i drugo. Velike civilizacije Maya, Asteka, Inka, Čibča, Totonaka, Cakchiquela, Quichéa, i drugih domorodačkih naroda, kao i priče o bogatstvu i zlatu privući će uskoro u Novi svijet nebrojene siromašne Europljane željne boljeg života. Španjolski osvajači i kolonisti, kojima će se uskoro pridružiti i Portugalci i Englezi, pohrlit će preko oceana u potragu za lakšim životom. Romanski narodi, među kojima će Španjolci biti u većini, osnovat će niz novih država i dati porijeklo novim nacijama. Njihovi susjedi Portugalci osnovat će tek jednu državu, ali površinski najveću, Brazil. Englezima će pripasti američko tlo sjeverno od Meksika i SAD, Kanada, Belize, Jamajka, Sveti Kristofor i Nevis, Sveta Lucija, Sveti Vincent i Grenadini i Gvajana. Nizozemci će se zadržati u Surinamu i Nizozemskim Antilima, a Francuzi u Francuskoj Gijani, a njihov jezik zadržat će se i na Haitiju, Martiniku i Gvadalupi. Države što će nastati na hispanskom govornom području u Americi su: Argentina, Bolivija, Čile, Kolumbija, Kostarika, Kuba, Ekvador, Salvador, Gvatemala, Honduras, Meksiko, Nikaragva, Panama, Paragvaj, Peru, Portoriko, Urugvaj i Venezuela. Španjolci će se pomiješati s domaćim stanovništvom, kao i dopremljenim crnačkim robovima iz Afrike. Utkat će u nove nacije svoja kulturna obilježja koja će stvoriti jedan novi tip kulture, temperamentan, živ i veseo. Bogatstvo kojemu su pohrlili njihovi preci naći će tek rijetki i najsnalažljiviji, ali to sada više nije španjolska povijest.

## Etnografija
Španjolci su katolici još od rimskih vremena i ostali su veoma pobožan narod. Shodno tome, gotovo sva španjolska mjesta ima svoje svece zaštitnike i fieste (fiestas), što su oni sa sobom donesli i na američko podneblje. Borba bikova (Corrida) najpoznatija je tradicija Španjolske, a Pamplona u Navarri po tome najpoznatiji grad. Borba bikova (bik je toro) vodi se u ringu za bikove nazivanim (plaza de toros), u kojoj je matador glavna zvijezda, a uz njega i torero (borac) i pikador (picador; s kopljem) i banderillero, koji drvene sulice zabija biku za vrat.

### Glazba i ples
U području Andaluzije, zemlji Mozeraba ,španjolska glazba nastajala je pod utjecajem maurske i kršćanske kulture. Najpoznatiji je svakako tradicionalni flamenco. Njegova pjesma je 'cante' španjolskih Gitana a glazba andaluzijska. Flamenco postaje nacionalni ples (baile) u drugoj polovici 19. stoljeća, isprva se svira i pleše po 'cafe cantante', od kojih je prva otvorena u Sevilli 1842. godine. Do booma dolazi 1860. godina kada se flamenco pojavio u samom Madridu. Pjevači 19. stoljeća bijahu Romi Gitani nazivani 'cante gitano' da bi ga kasnije preuzeli 'cante andaluz' kjoji postaju gospodari flamenca. Godine 1936. prvi puta flamenko se prikazuje i kazališno: 'Opera Flamenca' i 'Flamenco Ballet'. Flamenco se danas pleše uz pratnju flamenco gitare koja je preuzela mjesto nekih starijih glazbala. -Godine 1967 sedamnaest-godišnji Solero de Jerez odigrao je flamenko s 1,000 udaraca petom u minuti, ili 16 po sekundi, što je i ušlo u Guinnessovu knjigu. Flamenko se javlja u više formi, kao što su: Alegrias, Bulerias, gitanska Farruca, maurska Zambra, andaluzijska Malagueña i forma El-Zapateado.

### Kuhinja
Španjolska, jedna od najvećih europskih zemalja, leži na putu između Mediterana i Atlantika, klimatski je sušnija od ostatka Europe. Podneblje i kontakti sa stranim narodima, istovremeno i utjecali na kuhinju Španjolske. Grci, Kartažani i Feničani ostavili su u njoj svoj trag, kao i kasniji Rimljani i Mauri, ona je mediteranska. Kasnija otkrića također utječu na kuhinju Španjolske i naroda koji žive u njoj. Stigla je čokolada, grah, krumpir, vanilija, rajčica. -Oliva (maslina), južno voće i vinogradi imaju za nju veliku važnost. Regionalno i etnički ona se dosta razlikuje. Tako je kuhinja kod Galjega u Galiciji keltskog nasljeđa, a tipični su joj riba i meso. Kod Asturaca je to grah i fabada (fabada) i sirevi, poznat je queso cabrales. U zemlji Baska specijaliteti su sušeni bakalar, riblje juhe, sipa, jegulje. Katalonci uživaju u ribi a Valencijci u paelli, riži kuhanoj s piletinom. Na jugu, u Andaluziji hrana je najmediteranskija, vino, maslina i poznati gazpacho u Sevilli.

## Stanovništvo
Španjolci (odnosno Kastiljci) danas žive u 54 države (preko 20.000, UN, 2005.): Španjolska (24.312.000), Francuska (702.000), Argentina (512.000), Meksiko (355.000), Sjedinjene Američke Države (270.000),  Brazil (227.000), Njemačka (134.000), Paragvaj (120.000), Dominikanska Republika (79.000), Švicarska (78.000), Australija (77.000), Venezuela (77.000), Kanada (72.000), Izrael (63.000), Italija (58.000), Ujedinjeno Kraljevstvo (46.000), Belgija (44.000),  Portugal (44.000), Nizozemska (30.000), Urugvaj (30.000), Panama (30.000), Andora (26.000), Maroko (21.000).

## Vanjske poveznice
Stranica kraljevske kuće 